# La Victoria, Tuxpan
La Victoria är en ort i Mexiko.   Den ligger i kommunen Tuxpan och delstaten Veracruz, i den sydöstra delen av landet, 250 km nordost om huvudstaden Mexico City. La Victoria ligger 4 meter över havet och antalet invånare är 1 677.
Terrängen runt La Victoria är platt. Runt La Victoria är det ganska tätbefolkat, med 160 invånare per kvadratkilometer. Närmaste större samhälle är Tuxpan de Rodríguez Cano, 4,4 km nordväst om La Victoria. Trakten runt La Victoria består till största delen av jordbruksmark.